# Парамара, Бходжа
Бходжа Парамара (хинди परमार भोज, ум. 1055 или 1060) — магараджа Малвы 1010—1060 годах, поэт, ученый, покровитель искусств.

## Биография
Происходил из влиятельного раджпутского клана Парамара. Сын Синдхураджи, который создал мощное государство на северо-востоке Индостана. В 1010 году унаследовал трон.
Первой своей задачей он поставил борьбу против Западных Чалуков. Для этого вступил в союз с государством Чола и Калачурами. Сначала потерпел поражение от армии Чалуков, потеряв основные свои города Манду и Удджайн, а вскоре и столицу Дхар. Впрочем атаки союзника Бходжи — Раджендры Чолы I заставили врагов отступить. После этого Бходжа вернул себе все земли и города.
После этого с успехом воевал против союзников Западных Чалуков — других раджпутских кланов. У Читракутов отнял важную крепость Читор, у Сисодеев — Медхапатху (современный Мевар). В конце концов ему стали принадлежать значительные земли в Раджастхане, Малва, Гуджарате.
В 1026 году вместе с представителями раджпутского клана Соланки стал возрождать храм в Сомнатхе, который был разрушен Махмудом Газневи в 1024 году. Восстановление длилось до 1042 года. В этот же период с успехом воевал против Махмуда Газневи, который хотел вторгнуться в Раджастхан через пустыню Тар. После этого Бходжа нанес поражение племяннику Махмуда — Салару Масуду Газневи в битве при Бахрайче. Вслед за этим в союзе с другими раджпутами отвоевал у мусульман Ханси, Тханесар, Нагаркот и взял в осаду Лахор. Впрочем Бходжа поссорился с другими раджпутами по поводу распределения будущей добычи. Вследствие этого началась его война с бывшими союзниками.
Бходжа вел ожесточенные войны с кланами Чахаманов, Чанделов. В конце концов во время войны с кланом Соланки Бходжа Парамара погиб. Это произошло примерно в 1055 или 1060 году.

## Культура
Был большим поклонником искусства, поэзии. По его приказу построены многочисленные индуистские храмы. Наиболее впечатляющим является храм Шиве в Бходжпуре (город был основан также Бходжей).
Был покровителем многочисленных писателей, поэтов, среди которых наиболее известным является джайнист Дханапала. Кроме того, Бходжа сам был поэтом, а также сочинял произведения по медицине, философии, йоге, ветеринарии, фонетике, стрельбе из лука. Всего в его активе 84 научных произведения. Наиболее значимые являются «Сарасватикантхабхарана» — грамматика и фонетика; «Нджали йога-сутре-бхашья» — трактат по йоге; «Самарангана Сутрадхара» — трактат по строительству; «Дхармашастраврьитти» — трактат права; «Чампу Рамаяна» — поэтический сборник на мотивы «Рамаяны».
Во времена его правления столица Дхар превратилась в своеобразный образовательный центр Индии. Дворцы служили залами для дискуссий, храмы были колледжами.